# اليوم الدولي للعمل الخيري
أُعتمد الخامس من شهر سبتمبر من كل سنة يومًا دوليًا للعمل الخيري، وقد أعلنت الجمعية العامة للأمم المتحدة عن هذا اليوم في عام 2012م.
إن الهدف الأساسي لليوم الدولي للعمل الخيري هو التوعية بالعمل الخيري وتوفير منصة مشتركة للأنشطة الخيرية حول العالم ليشارك بها الأفراد والمنظمات الخيرية والإنسانية والتطوعية من أجل تحقيق أهدافهم على المستوى المحلي والوطني والإقليمي والدولي.

## تاريخ اليوم الدولي للعمل الخيري
بدأ اليوم الدولي للعمل الخيري كمبادرة أطلقها المجتمع المدني المجري وكانت تلك المبادرة مدعومة من البرلمان والحكومة المجرية في عام 2011م لتعزيز الرؤية وتنظيم المناسبات الخاصة بالأعمال الخيرية ولزيادة التكافل الاجتماعي والمسؤولية الاجتماعية تجاه الأعمال الخيرية وزيادة الدعم الشعبي لها.
وقد أُختير الخامس من سبتمبر يومًا دوليًا للعمل الخيري وذلك لموافقته لذكرى وفاة الأم تريزا التي حصلت على جائزة نوبل للسلام عام 1979م «من أجل جهودها في مكافحة الفقر والعوز والتي كانت تشكل تهديدًا للسلام». استجابة لاقتراح قدمته دولة المجر فقد اتخذت الجمعية العامة للأمم المتحدة في 17 ديسمبر 2012م قرارًا بالإجماع على اختيار الخامس من شهر سبتمبر يومًا دوليًا للعمل الخيري. دعمت هذا القرار 44 دولة من الدول الأعضاء في الأمم المتحدة وهذه الدول هي ( ألبانيا، أنغولا، أستراليا، روسيا البيضاء، البوسنة والهرسك، بلغاريا، كمبوديا، تشيلي، كرواتيا، جمهورية الدومينيك، ارتيريا، إستونيا، جورجيا، اليونان، غواتيمالا، هندوراس، هنغاريا، الهند، أيرلندا، إسرائيل، إيطاليا، الأردن، كازاخستان، قرغيزستان، لاتفيا، لبنان، ليتوانيا، لوكسمبورغ، مقدونيا، مدغشقر، مالطا، الجبل الأسود، باكستان، بولندا، قبرص، كوريا، رومانيا، صربيا، سنغافورة، سلوفاكيا، تايلاند، تركيا، أوكرانيا ) حيث تمثل هذه الدول جميع المجموعات الإقليمية الخمسة في الأمم المتحدة.
دعت الأمم المتحدة في قرارها كل من الدول الأعضاء ومنظمات جهاز الأمم المتحدة ومنظمات دولية وإقليمية أخرى وأصحاب المصالح ومنظمات المجتمع المدني غير الحكومية للاحتفال باليوم الدولي للعمل الخيري بأسلوب ملائم وذلك عن طريق التشجيع على العمل الخيري من خلال التعليم والأنشطة الشعبية التوعوية بالعمل الخيري.

## إحتفال الأمم المتحدة الأول باليوم الدولي للعمل الخيري
في 5 سبتمبر 2013م قامت البعثة الدائمة لدولة المجر لدى الأمم المتحدة بالتعاون مع برنامج الأمم المتحدة الإنمائي ومؤسسة الأمم المتحدة وبدعم من قسم الأمم المتحدة للمعلومات بالاحتفال الأول باليوم الدولي للعمل الخيري في مقر الأمم المتحدة بمدينة نيويورك. وبدأت الاحتفالية بالاستماع لعدة كلمات ألقاها كل من مساعد الأمين العام للأمم المتحدة روبرت سي أور، ورئيسة والمدير التنفيذي لمؤسسة الأمم المتحدة كاثي كالفن، والمدير التنفيذي لمنظمة (ذي قلوبال بفرتي بروجكت ) هيو إيفانز. كما تم عقد ندوتي نقاش قدمها ماثيو بايشوب وهو محرر في مجلة ( ذي إيكونوميست )، وروما بوز وهي مؤلفة كتاب ( مذر تريزا سي أي أو ) حيث ناقشا دور الأعمال الخيرية في تقليل نسبة الفقر وتعزيز فرص الحصول على مياه نظيفة وخدمات الصرف الصحي. واستعرض المتحدثون المنظمات الرائدة في مجال الأعمال الإنسانية وتتضمن المؤسسات الخيرية في مجال توفير المياه مثل ( ووتر أيد ) وهي منظمة دولية غير ربحية، و ( ذا ريسورس ألاينس ) وهي شبكة عالمية لجمع التبرعات، و ( ذا فاونديشن سنتر ) وهي منظمة غير ربحية مهتمة بمجال الأعمال الإنسانية حول العالم و مؤسسة ( كوكاكولا). وركزت النقاشات على أهم الدروس المستفادة في مجال الأعمال الخيرية ودور القطاع غير الربحي في تنفيذ أجندة التنمية لما بعد عام 2015م وهي مجموعة أهداف عالمية وضعتها الامم المتحدة وتتضمن خفض معدلات الفقر في العالم. وقد أرسل الأمين العام للأمم المتحدة رسالة مكتوبة بمناسبة اليوم الدولي للعمل الخيري.

## اليوم الدولي للعمل الخيري عام 2014
في عام 2014م، أقيمت حول العالم العديد من المناسبات وعمليات جمع التبرعات في اليوم الدولي للعمل الخيري. وتنوعت الأعمال الخيرية حيث قامت بعض المطاعم بالتبرع بأرباحها في هذا اليوم، كما أقيمت تحديات دلو الثلج، وقام البعض بتوزيع البطانيات على الأشخاص المحتاجين.